# Ажара (село)

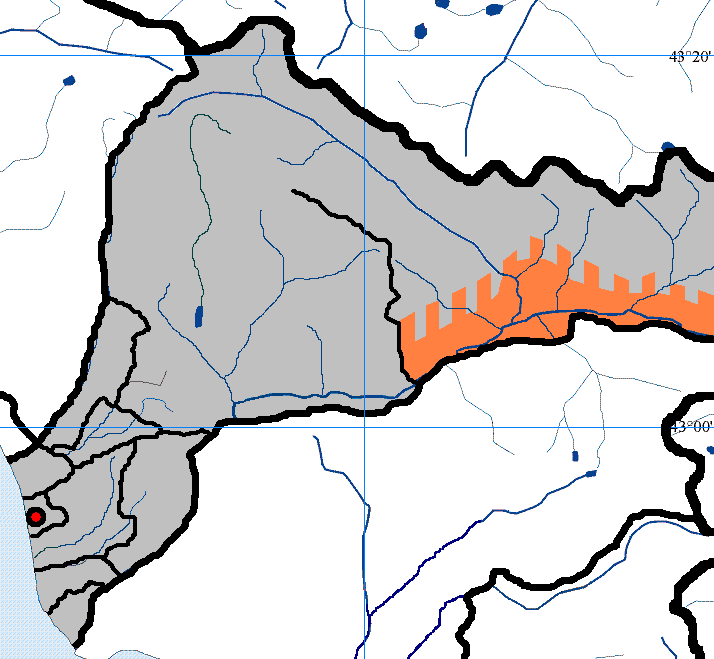
Расположение села Ажара

Ажа́ра (абх. Ажара, груз. აჟარა) — село в Абхазии, в Гулрыпшском районе частично признанной Республики Абхазия, согласно административному делению Грузии — в Гульрипшском муниципалитете Абхазской Автономной Республики. Расположено к северо-востоку от райцентра Гулрыпш в горной полосе, в верховьях реки Кодор, в верхней зоне Кодорского ущелья.
Согласно административному делению Абхазии территория села представляет собой Ажарскую сельскую администрацию (абх. Ажара ақыҭа ахадара), в советское время — Ажарский сельсовет, согласно административному делению Грузии — Ажарское сельское сакребуло (груз. აჟარის თემის საკრებულო, Ажарис темис сакребуло). Ажара было единственным муниципальным образованием на территории Абхазии, полностью контролируемым до 2008 года грузинской стороной и единственным муниципальным образованием на территории Верхней Абхазии.
В районном собрании Гульрыпшского района Республики Абхазия не имелось формальных представителей от села Ажара, не существовало также местных абхазских органов власти села Ажара «в изгнании».
Ажара фактически являлась столицей и единственным населённым пунктом упомянутой в Конституции Грузии Абхазской Автономной Республики. В посёлке Чхалта села Ажара размещалось грузинское правительство Абхазской Автономной Республики.

## Границы

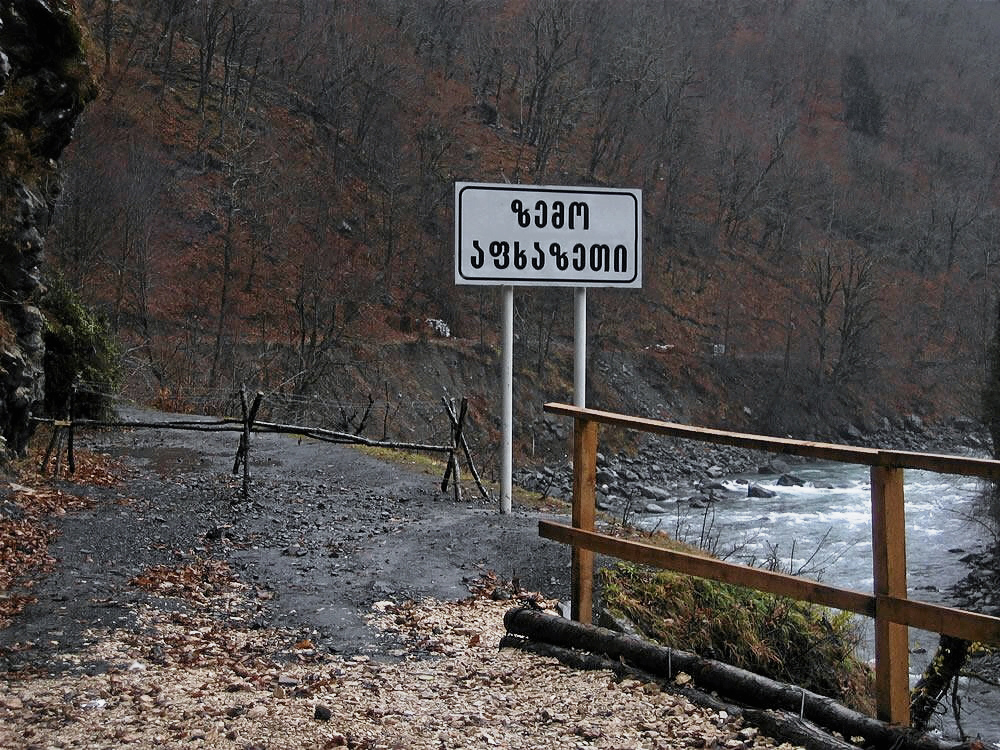
Ранее существовавший дорожный знак на грузинском языке, информирующий о въезде в Верхнюю Абхазию. Снимок 2006 года.

На юго-западе Ажара по течению реки Кодор граничит с селом Лата Цабалской сельской администрации; со всех остальных сторон территория Ажарской сельской администрации окружена горами. На севере территория, подконтрольная Ажарской сельской администрации, граничит с Карачаево-Черкесской Республикой Российской Федерации по Главному Кавказскому хребту; на востоке — с Местийским районом Грузии по Кодорскому хребту.

## Население
Население Ажарского сельского сакребуло по данным переписи населения Грузии 2002 года составляло 1956 человек, большинство которых составили сваны. В собственно селе Ажара (на момент переписи контролировавшимся властями Грузии) проживало 370 человек, в том числе 322 человека в Земо-Ажара (Верхняя Ажара) и 48 человек в Квемо-Ажара (Нижняя Ажара). По переписи населения Абхазии 2011 года в селе Ажара (администрации села) проживало 196 человек, среди которых преобладали грузины (146 чел. или 74,5 %), сваны (33 чел. или 16,8 %), абхазы (13 чел. или 6,6 %), русские (2 чел. или 1,0 %), армяне (2 чел. или 1,0 %).
По данным переписи населения 1886 года на территории Кодорского ущелья не имелось постоянного населения. Проживавшее здесь незадолго до этого абхазское горское общество Дал было выселено в Турцию в период мухаджирства.
Перепись 1926 года фиксирует наличие постоянного сванского населения в селе Ажара. С тех пор и по настоящее время этнический состав населения сельсовета не претерпевал существенных изменений. Численность жителей Ажары достигла своего максимума в 1950—1960-е годы, затем население села постепенно сокращалось.
По данным переписи населения 1959 года в селе жило 651 человек (из них в Земо-Ажара — 596 человек, в Квемо Ажара — 55 человек), в основном — только грузины (в Ажарском сельсовете в целом — 3239 человек, также в основном только грузины). По данным переписи 1989 года, в селе жило 639 человек (из них в Земо-Ажара —  85 человек и в Квемо-Ажара — 54 человека), также в основном только грузины (сваны).
| Год переписи | Число жителей | Этнический состав                                                       |
| ------------ | ------------- | ----------------------------------------------------------------------- |
| 1886         | нет населения | нет населения                                                           |
| 1926         | 1699          | сваны 98,4 %; украинцы 0,3 %;                                           |
| 1959         | 3239          | сваны (нет точных данных)                                               |
| 1989         | 2250          | сваны (нет точных данных)                                               |
| 2002         | 1956          | сваны 97,8 %; русские 1,2 %; абхазы 0,5 %                               |
| 2011         | 196           | сваны/грузины (91,3 %), абхазы (6,6 %), русские (1,0 %), армяне (1,0 %) |

## История

### XIX век

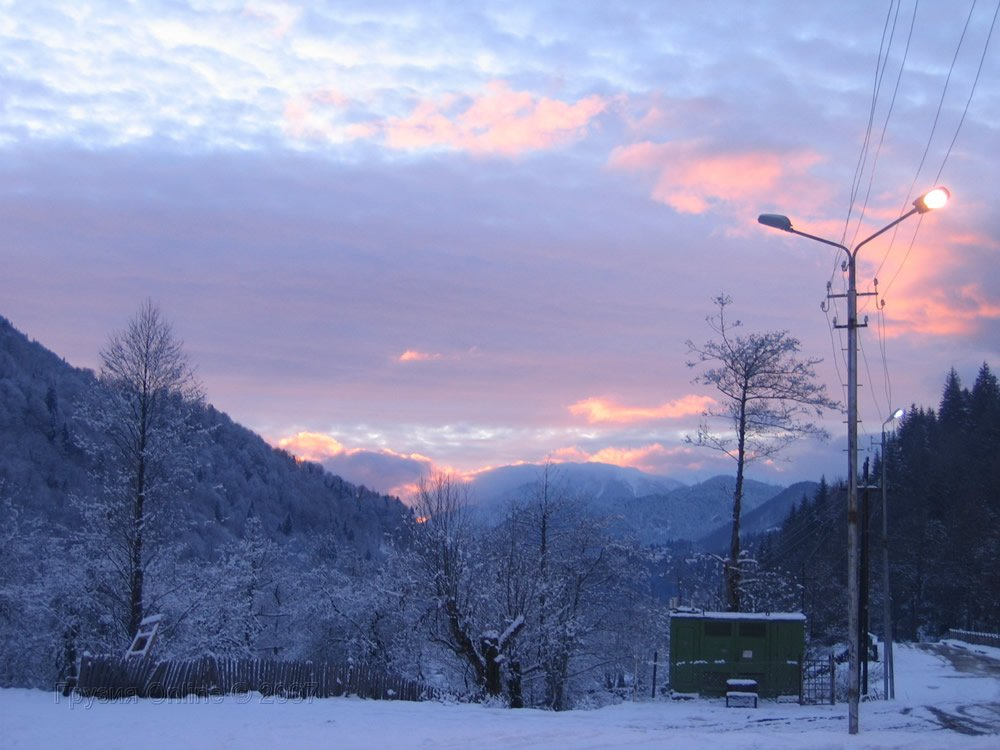
Закат в Ажаре

Современная территория села Ажара занимает бо́льшую часть абхазской исторической области Дал. До второй половины XIX века Дал был заселён одноимённым абхазским горским обществом. Горцы Дала, как и других абхазских вольных обществ, жили обособленно, занимаясь преимущественно животноводством и перманентными военными набегами на соседние территории. Власть в Ажаре принадлежала княжескому роду Амаршан, формально признававшему суверенитет абхазских князей Чачба. Однако де-факто горцы Дала не подчинялись абхазскому княжескому двору и, соответственно, в период Кавказской войны не подчинялись российской царской администрации, участвуя в войне в союзе с другими абхазскими вольными обществами, а также шапсугами и убыхами. В 1840-е годы Дал был захвачен российскими войсками, местное абхазское население подверглось выселению в Турцию.
Определённый период времени Кодорское ущелье оставалось незаселённым. Царское правительство принимает решение заселить Ажару военным населением. Здесь были расселены 183 военных и членов их семей. Однако военно-поселенческая колонизация Верхнего Кодора оказалась недолгосрочной. Вплоть до конца XIX века Ажара не имела постоянного населения, о чём свидетельствуют данные переписи 1886 года.
В конце XIX века в Дал из соседнего Ингурского ущелья проникают сванские поселенцы, которые полностью заселили Ажару к началу XX века. С тех пор, как сваны заселили Ажару, Кодорское ущелье неофициально начинает именоваться «Абхазской Сванетией». В самой Абхазии термин «Сванетия» часто употребляется именно по отношению к Кодорскому ущелью, а не собственно к региону Сванетия — исторической провинции Грузии.

### Советский период
В 1920-е годы в селе Ажара была открыта грузинская школа. Местное население занимается преимущественно скотоводством, в меньшей степени земледелием (выращивается, в первую очередь, пшеница). В советское время Ажара сохраняла тесные экономические связи с остальной территорией Абхазии. Ажарские пастухи пользовались пастбищами горной зоны Очамчырского района к северу от Кодорского хребта. Сванское население Ажары всегда поддерживало тесные контакты с Местийским районом Грузии.
Построенная во второй половине XIX века Военно-Сухумская дорога, связывавшая побережье Абхазии через Кодорское ущелье с Северным Кавказом, в советское время была асфальтирована и превращена в шоссе — единственную транспортную артерию, связывавшую Кодорское ущелье с равниной. Во второй половине XX века в селе Ажара была построена известная на всю страну туристическая база «Южный Приют» («Северный Приют» находится в Карачаево-Черкесии). Территория Ажары входила в число наиболее оживлённых туристических направлений Абхазии.

### Грузино-абхазский конфликт 1992—1993 годов
Во время грузино-абхазского конфликта вся территория Гульрипшского района контролировалась грузинской стороной. Местное сванское население принимало активное участие в боевых действиях на стороне Грузии. На завершающем этапе конфликта абхазская армия пыталась установить контроль над селом Ажара, однако безуспешно. Кодорское ущелье стало одним из основных направлений бегства грузинского населения из Абхазии в Грузию.

### Период полунезависимого существования Ажары (1993—2006)
После окончания грузино-абхазского конфликта в силу невозможности установить контроль над селом властями Абхазии с одной стороны и территориальной обособленностью наряду с отсутствием удовлетворительной транспортной связи с Грузией с другой стороны, село Ажара фактически оказалось предоставленным самому себе. Фактическая власть в селе принадлежала созданному во время конфликта из числа местных жителей военному подразделению «Монадире», возглавляемому уроженцем села Ажара Эмзаром Квициани. Сванские лидеры Кодорского ущелья формально признавали суверенитет Грузии над территорией ущелья, а местное население существовало преимущественно на зарплату, выплачиваемую министерством обороны Грузии членам отряда «Монадире». В 1999 году Эмзар Квициани был назначен президентом Грузии Эдуардом Шеварднадзе своим уполномоченным представителем в Кодорском ущелье. После прихода к власти в Грузии Михаила Саакашвили отношения между центральной властью и Квициани обострились. В мае 2005 года батальон «Монадире» был расформирован и выведен из состава вооружённых сил Грузии. В 2006 году Квициани в одностороннем порядке воссоздал батальон и потребовал отставки министров обороны и внутренних дел Грузии. Конфронтация привела к вводу в Ажару подразделений грузинской армии и полиции и вооружённому конфликту между жителями Ажары и регулярной армией. Грузия установила контроль над ущельем, Эмзар Квициани вынужден был бежать из Ажары.

### Ажара — центр Верхней Абхазии (2006—2008)

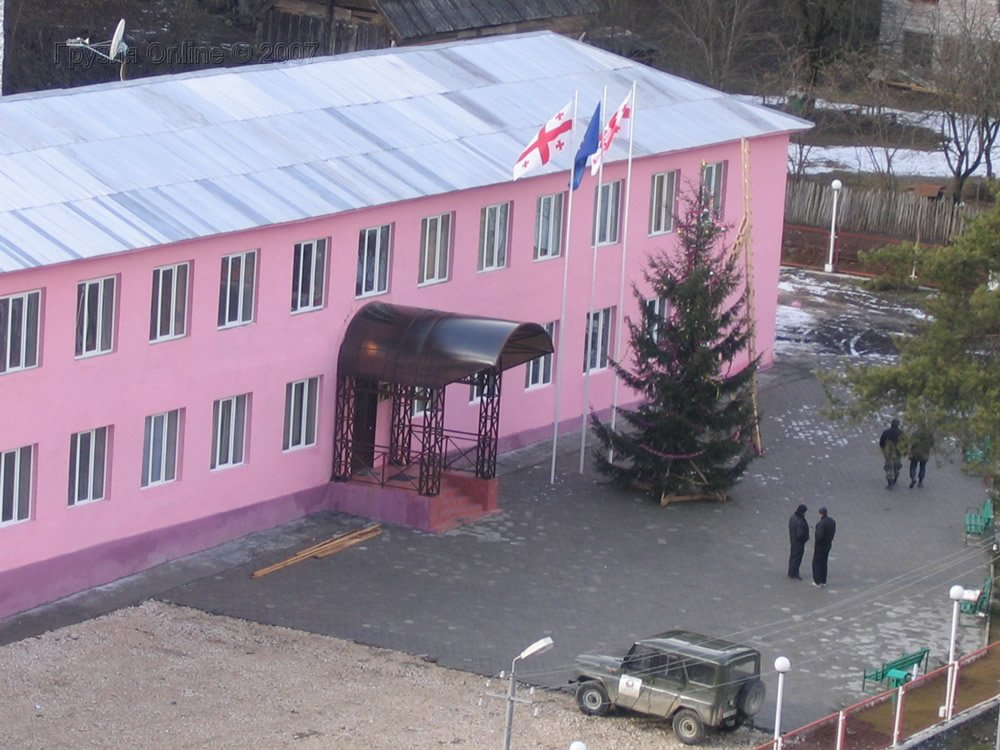
Дом правительства Абхазии в изгнании в посёлке Чхалта. 2006 год.

После установления фактического контроля над территорией Верхнего Кодора, правительство Саакашвили начало предпринимать меры по интеграции региона в политико-экономическое поле Грузии. Территория верхней зоны Кодорского ущелья была объявлена «Верхней Абхазией», в посёлке Чхалта был выстроен комплекс административных зданий, где разместилось грузинское правительство Абхазской Автономной Республики (правительство Абхазии «в изгнании»), ранее находившееся в Тбилиси. Для членов правительства был отстроен специальный коттеджный городок. Кроме того, в селе был построен полицейский участок, реконструировано здание сельской больницы и ряд других объектов. Из Местийского района Грузии в Ажару была проведена асфальтированная дорога, единственная наземная артерия, связывающая село с Грузией. До того в село из Грузии можно было попасть только на вертолёте или на вездеходе.

### Ажара под контролем Республики Абхазия
В ходе войны в Грузии в 2008 году 12 августа армия Республики Абхазия в ходе силовой операции по вытеснению грузинских войск из Кодорского ущелья заняла Ажару, разгромив базирующиеся там грузинские войска и взяв населенный пункт под свой контроль. В тот же день в Ажаре был поднят абхазский флаг.

### Историческое деление
Село Ажара исторически подразделяется на 16 посёлков:
- Адзгара (Ацгара)
- Ажара (посёлок Ажара, собственно Ажара)
- Генцвиш (Генцвиши)
- Гуандра (Гвандра)
- Зыма (Зима)
- Куабчара (Квабчара)
- Клыч
- Мрамба
- Нахар
- Птыш
- Сакен (Сакени)
- Хутиа
- Хецкуара (Хецквара)
- Чхалта
- Шабаткуара (Шабатквара)
- Джагир-Ицута

## Интересное
Ажара — единственный муниципалитет на территории Абхазии, контролировавшийся властями Грузии до операции абхазских вооружённых сил 2008 года.
Ажара — единственный муниципалитет Верхней Абхазии.
Население села Ажара говорит на верхнебальском и нижнебальском диалектах сванского языка.

## Известные уроженцы
- Квициани, Эмзар Бекмуразович